# Бангор (Пенсільванія)
Бангор (англ. Bangor) — місто (англ. borough) в США, в окрузі Нортгемптон штату Пенсільванія. Населення — 5187 осіб (2020).

## Географія
Бангор розташований за координатами 40°52′7″ пн. ш. 75°12′27″ зх. д. / 40.86861° пн. ш. 75.20750° зх. д. (40.868578, -75.207413).  За даними Бюро перепису населення США в 2010 році місто мало площу 3,98 км², з яких 3,90 км² — суходіл та 0,09 км² — водойми.

## Демографія
Згідно з переписом 2010 року, у селищі мешкали 5273 особи в 2074 домогосподарствах у складі 1371 родини. Густота населення становила 1324 особи/км².  Було 2262 помешкання (568/км²).
Расовий склад населення:
| - 94,9 % — білих - 1,2 % — чорних або афроамериканців - 0,2 % — азіатів - 0,1 % — корінних американців - 1,6 % — осіб інших рас |

До двох чи більше рас належало 2,0 %. Частка іспаномовних становила 5,0 % від усіх жителів.
За віковим діапазоном населення розподілялося таким чином: 26,1 % — особи молодші 18 років, 60,9 % — особи у віці 18—64 років, 13,0 % — особи у віці 65 років та старші. Медіана віку мешканця становила 36,9 року. На 100 осіб жіночої статі у селищі припадало 95,7 чоловіків;  на 100 жінок у віці від 18 років та старших — 88,1 чоловіків також старших 18 років.
Середній дохід на одне домашнє господарство  становив 51 004 долари США (медіана — 42 112), а середній дохід на одну сім'ю — 54 187 доларів (медіана — 45 826). Медіана доходів становила 44 044 долари для чоловіків та 40 769 доларів для жінок. За межею бідності перебувало 11,1 % осіб, у тому числі 10,1 % дітей у віці до 18 років та 11,5 % осіб у віці 65 років та старших.
Цивільне працевлаштоване населення становило 2228 осіб. Основні галузі зайнятості: освіта, охорона здоров'я та соціальна допомога — 22,7 %, виробництво — 16,5 %, науковці, спеціалісти, менеджери — 13,7 %, роздрібна торгівля — 12,1 %.